# Johann George Deur
Johann George Deur (Zetten, 11 januari 1892 – Nijmegen, 22 februari 1964) was een Nederlands architect en gemeentelijk politicus.
Deur werd geboren in de gemeente Valburg en studeerde bouwkunde aan de Technische Hogeschool Delft. Hij begon zijn loopbaan op het architectenbureau van Charles Estourgie in Nijmegen. In de jaren 1920 vestigde hij zich als zelfstandig architect in Nijmegen. Van 1927 tot 1941 was hij gemeenteraadslid in Nijmegen namens de RKSP en van 1946 tot 1953 namens de KVP. In 1948 ging Deur een samenwerking aan met Cees Pouderoyen als 'architectenbureau Irs. J.G. Deur en C. Pouderoyen'. In 1962 werd hij benoemd tot ridder in de Orde van Oranje Nassau. Deur overleed in 1964 en het architectenbureau werd voortgezet door Pouderoyen.